# Erik jarl
Erik var en jarl i Västergötland. Han var en historiskt obestämd person som omnämns främst av den danske historikern Saxo Grammaticus, som beskriver honom som Gothorum præfectus, vilket kan tolkas som jarl av Götaland. Enligt Saxo hade Erik en gård i Haraldsted på Själland, medan andra källor hävdar att han var jarl av Falster. Genom sitt äktenskap med Cecilia Knutsdotter, dotter till den danske kungen Knut den helige, hade han en koppling till den danska kungafamiljen. 
Det har spekulerats att Erik kan ha varit jarl i Götaland under en period av danskt inflytande efter Inge den yngres död. Vidare omnämner Lundaannalerna en ”Ericus dux Sleswicensis”, vilket antyder att han också kan ha haft en ledande roll i Slesvig.
Erik och Cecilia Knutsdotter hade barnen Knut, Carl och Inger Eriksdatter. Inger blev mor till Absalon Hvide, som senare skulle spela en avgörande roll i Danmarks historia och grundandet av Köpenhamn.
Den 7 januari 1131 mördades Knut Lavard i en skog nära Haraldsted, strax efter att ha besökt Erik och Cecilia, vilket gör Erik till en möjlig nyckelperson i de politiska händelserna kring mordet.

## Barn
1. Inga Eriksdotter, död 1157, gift med Asser Skjalmsen (Hvide).

### Fotnoter
1. ↑  Leo van de Pas, Genealogics, 2003, läs online och läs online.[källa från Wikidata]